# Histoire des Caraïbes
L'histoire des Caraïbes concerne les îles antillaises françaises de la Caraïbe situées dans la mer des Caraïbes : Martinique, les îles de Guadeloupe (Grande-Terre, Basse-Terre, Marie-Galante, la Désirade, les Saintes), Saint-Martin et Saint-Barthélemy, et les autres îles qui ont été ou non françaises dans les Caraïbes, comme Antigua, Bahamas, Barbade, Cuba, Dominique, République dominicaine, Guyana, Grenade, Haïti (Saint-Domingue), Jamaïque, Montserrat, Porto Rico, Saint-Christophe-et-Niévès, Sainte-Lucie, Saint-Vincent-et-les-Grenadines, Trinité-et-Tobago, Turques-et-Caïques ou les  Îles Vierges britanniques.
Pensant avoir atteint la partie orientale du sous-continent indien, Christophe Colomb tombe en 1492 sur les Antillias qu'il nomme « Indias Occidentales ». Le nom Antilia apparaît pour la première fois sur une carte dressée par le cartographe vénitien Zuane Pizzigano, en 1424, à partir des informations données par des navigateurs portugais.
En 1510, le roi Ferdinand le Catholique (1452-1516) autorise le transfert d'esclaves  sur Hispaniola pour l'exploitation des mines.
En 1512, les Espagnols découvrent les îles Turques-et-Caïques où ils mettent en esclavage les autochtones Caraïbes (Kalinago), tant et si bien qu'un an après, les îles sont quasiment dépeuplées. L'Espagne importe les premières soutes d'esclaves noirs africains à Cuba dès 1513. Le métissage donne naissance à la culture créole ,. La première révolte d'esclave a lieu en 1522.
Entre 1520 et 1720, des pirates (boucaniers) écument la mer des Caraïbes en rançonnant les navires marchands.
Pour acquérir de nouveaux territoires, les différentes puissances occidentales européennes s'affrontèrent par plusieurs batailles coloniales maritimes et terrestres dans cette région des Antilles et plus largement des Caraïbes.
En 1664, Colbert  nomme «  Indes occidentales françaises  » tous les territoires français situés en Amérique du Nord (Nouvelle-France), Caraïbes (Antilles françaises), Amérique du Sud (Guyane) et certaines îles de l'océan Pacifique. En anglais, les French West Indies ne concernent que les Antilles françaises. En 1670, Français et Anglais  importent à leur tour des esclaves aux Antilles pour produire la canne à sucre.
Entre 1793 et 1822, Haïti et la République dominicaine furent marqués par des révoltes d'esclaves qui abolirent l'esclavage. La Jamaïque suivit le mouvement (1833-1838), puis Saint-Barthélemy (1847) et Saint-Martin (1848), pour finir avec Porto Rico, en 1873, et Cuba, de 1880 à 1886.
Après la célèbre bataille navale de la Seconde Guerre mondiale opposant les sous-marins de l'Axe aux bâtiments Alliés entre 1941 et 1945, les Caraïbes ont vécu la décolonisation et le conflit entre le régime communiste de Cuba et les États-Unis.

## Préhistoire et première occupation humaine (5 100av. J.-C.)

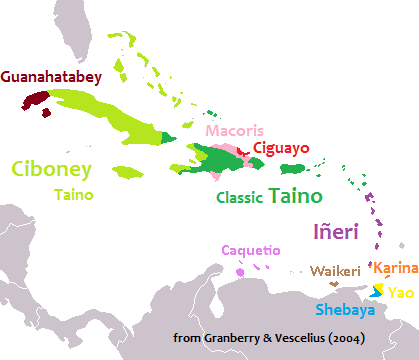
Répartition des langues amérindiennes aux Caraïbes

### Peuplement néolithique
Homo Sapiens s'installe vraisemblablement dans les Caraïbes il y a environ 6000 ans au cours du Néolithique nord-américain, important dans les îles du golfe la pratique de l'agriculture, ainsi que utilisation de la céramique et de la pyrotechnologie il y a environ 2500 ans. Entre 5 100 et 3 500 ans AEC, des pêcheurs du précéramiques (méso-indiens) de Trinidad peuplent les îles Vierges britanniques,

### Migrations américaines ultérieures
Une nouvelle population pénètre dans la région au cours des premiers siècles de notre ère, important notamment l'usage d'un nouveau répertoire de productions céramiques. Très probablement originaire du Nord-Est de l'Amérique du Sud et liée aux groupes actuels parlant arawak, ce groupe se serait déplacé dans les Caraïbes il y a au moins 1800 ans, se mélangeant avec les populations néolithiques et donnant naissance à plusieurs lignées maternelles et paternelles toujours détectables dans certains génomes de la région aujourd'hui. Les degrés de prévalence de ces lignées dans les ADN des populations actuelles varient : quasiment éteintes à Hispaniola, mais pas dans le nord-ouest de Cuba, où l'ascendance directement liée aux lignées archaïques a pu persister au cours du dernier millénaire. Les études génétiques ont montré que ces populations anciennes avaient une mobilité élevée et qu'il a existé une connectivité entre les îles tout au long des deux millénaires qui précédèrent l'arrivée des Européens dans la région. Ceci a eu pour conséquence une faible différenciation génétique à travers de nombreuses îles des Caraïbes.
Les différents groupes d'Amérindiens des Antilles/Caraïbes étaient/seraient : 
- les Ortoiroides sur l'île de Porto Rico,
- les Ciboneys à Antigua-et-Barbuda,
- les Saladoïdes en Jamaïque,
- les Taïnos sur l'île Hispaniola,
- les Arawaks sur l'île de Porto Rico et diverses autres îles,
- les Caraïbes sur plusieurs îles,
- les Lucayens aux Bahamas,
- les Ciguayos sur l'île Hispaniola,
- les Calusas à Cuba et en Floride,
- les Tekestas à l'ouest de Cuba...

## Langues arawakiennes caribéennes/antillaises

Répartition des langues arawakiennes

Les langues arawakiennes insulaires sont désignées Ta-arawakan ou Ta-maipurean ou Caribean. 
L'histoire des expansions et implantations restent mal déterminées.
Une classification provisoire serait :
- Araikú, Waraikú (en)
- Arawak (lokono) (Antilles + Guyane/Guyana/Suriname)
- Baré (langue), Barawana, Marawa (Orénoque, Amazonie)
- Caquetío (langue) (en) (Venezuela, Aruba, Bonaire, Curaçao)
- Kalinago (langue) (en), igneri, iñeri, inyeri, kalíphona  (Îles du Vent (Antilles) (Guadeloupe..Grenade))
  - Garifuna (langue) (Belize, Guatemala, Honduras, Roatán, Nicaragua...)
- Shabayo (langue) (en) (Venezuela, Trinité)
- Taïno (langue) (Grandes Antilles)
  - lucayo (des Lucayens (Bahamas), taïno principal, taïno oriental.

## Arrivée des Européens (1492)
Pensant avoir atteint la partie orientale du sous-continent indien, Christophe Colomb débarque en 1492 sur les îles Antillias qu'il nomme « Indias Occidentales » : découverte et exploration de l'Amérique.
En 1496, Christophe Colomb vend 300 esclaves amérindiens en Europe.
En 1510, le roi Ferdinand le Catholique autorise le transfert d'esclaves sur Hispaniola pour l'exploitation des mines.
En 1512, les Espagnols découvrent les Îles Turques-et-Caïques, où ils mettent en esclavage les autochtones Kalinago, tant et si bien qu'un an après, les Îles sont quasiment dépeuplées. 
L'Espagne importe les premières soutes d'esclaves noirs africains à Cuba dès 1513. 
Le métissage donne naissance à la culture créole. 
La première révolte d'esclave a lieu en 1522.

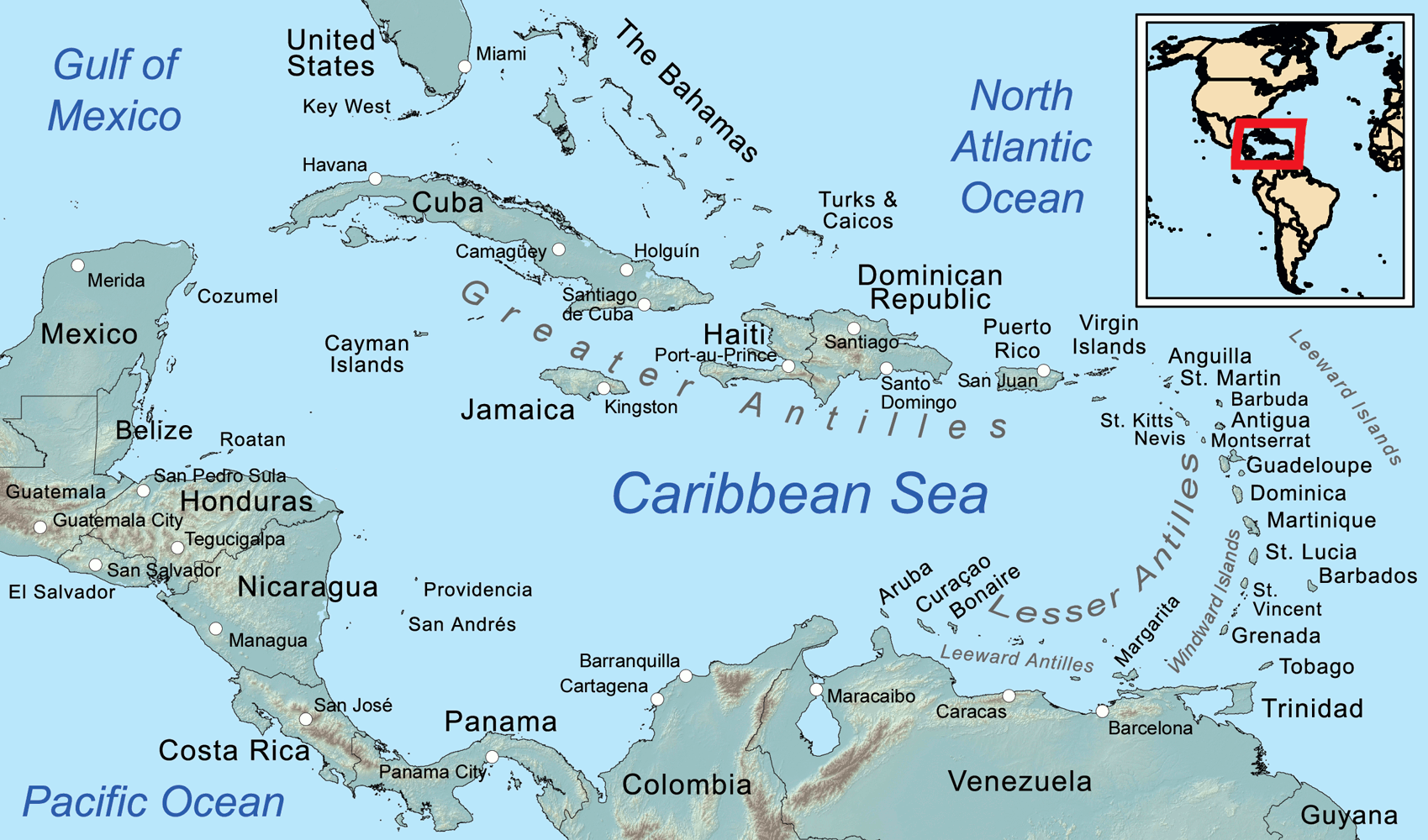
Carte générale de l'espace caraïbe
Mare clausum (en) ibérique
Mare clausum (présentation horizontale), selon de traité de Tordesillas (1494)
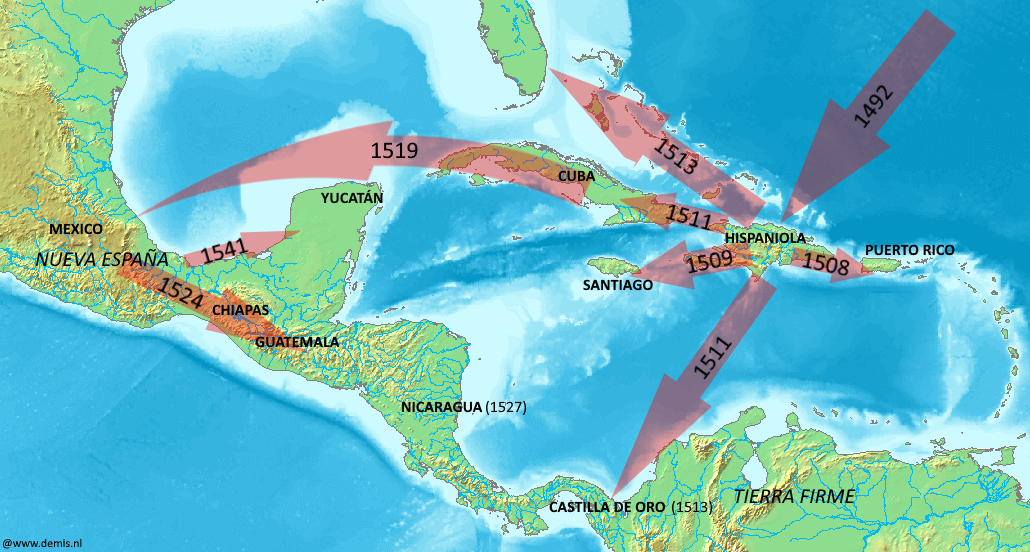
Expansion espagnole à partir d'Hispaniola
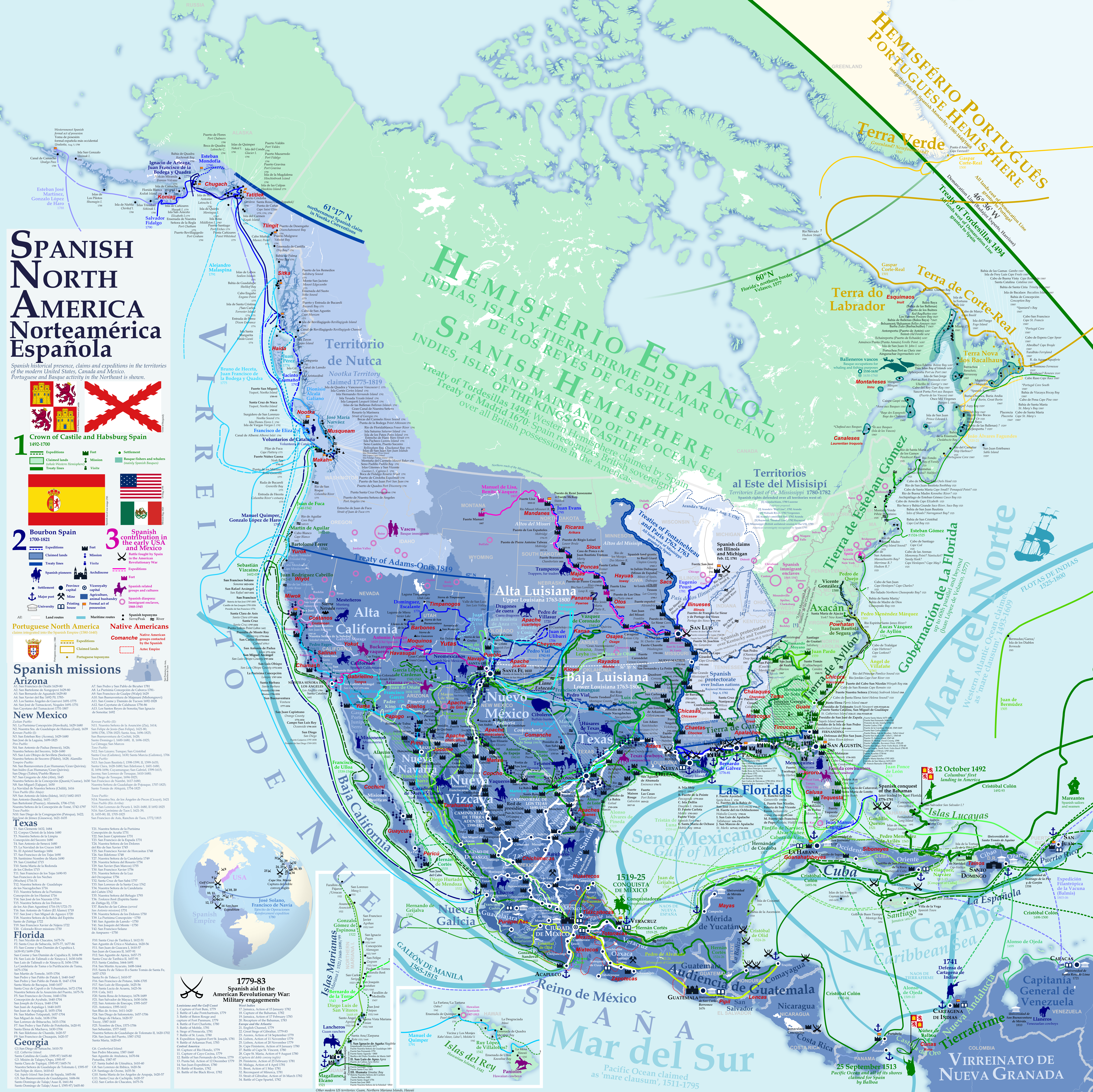
Amérique du Nord hispanique

## Colonisation espagnole (dès 1493)
Depuis le traité de Tordesillas (1494), la mer des Caraïbes est considérée par la papauté, le Portugal, et surtout l'Espagne, comme mare clausum (en), mer fermée à usage espagnol exclusif, ouverte à la colonisation espagnole stricte (Indes occidentales espagnoles) sur un vaste territoire réputé vierge de toute présence humaine européenne. 
C'est à partir d'Hispaniola que s'organisent exploration et colonisation de la Tierra Firme (Terre-Ferme) : colonisation espagnole de l'Amérique, Nouvelle-Espagne (1535-1821), relations économiques entre l'Amérique espagnole et l'Europe, flux des métaux précieux aux XVIe et XVIIe siècles.
Comme partout en situation coloniale, en situation de contact de populations, particulièrement dans tout le Nouveau Monde dans les années 1500, et surtout dans de petites îles, les premiers contacts Amérindiens-Européens sont variables, selon l'absence de population (libre-service : eau douce, ravitaillement, bois (réparation navale), etc.) ou la présence de population : sans accord (évitement, fuite, libre-service réduit), avec accord (accueil, échange, troc, hospitalité...), contre le désaccord des indigènes (hostilité, prédation...), avec des technologies (navigation, métallurgie, armement...) inégales.
Viennent ensuite les nécessaires cultures vivrières pour une petite minorité (entrante) même pour une période brève.
Divers scénarios sont possibles.
Le plus fréquent est l'implication, domination, soumission, relégation, déportation (pour travail forcé / servage / esclavage (esclavage des Amérindiens)) de tout ou partie de la population indigène, l'accaparement de(s) terres coutumières (collectives, traditionnelles), la déforestation pour l'élevage et/ou la culture d'exportation.
Le choc des cultures signifie aussi conflit des agricultures, principalement du fait des compagnies commerciales européennes.
Dans le contexte caribéen, parmi d'autres, le tabac, l'indigo, le coton et la canne à sucre vont être pour longtemps des éléments déterminants (emploi, production, export).
La rapide importation d'esclaves d'origine ouest-africaine (supposés moins rétifs au travail forcé, et plus résistants aux maladies (dont la malaria) d'origine américaine ou européenne) est évidemment une donnée complémentaire.
Après plaintes, protestations, promesses ou négociations (ou non), des oppositions ou des mouvements de résistance ou d'autodéfense se manifestent de la part des indigènes amérindiens, suivies de révoltes logiques, souvent violentes.
Peu sont documentées. Les suites sont prévisibles : répression, poste militaire, fortification, tout un cycle de dysfonctionnements.
Le scénario semble pertinent pour presque toutes les îles des Caraïbes de cette période.

### Piraterie (1520-1730)
Dans ce contexte de concurrence commerciale de colonisation européenne des Amériques, fleurit pendant près de deux siècles, entre 1520 et 1730, la piraterie dans les Caraïbes : boucaniers, corsaires, flibustiers, ou Frères de la côte (de l'Île de la Tortue ou d'ailleurs), qui écument l'espace caraïbe, rançonnent les navires marchands, détruisent bateaux et installations, pour le compte de puissances européennes ou non, jusqu'à cet âge d'or de la piraterie (1650-1730), exagérant l'insécurité en mer, dont les naufrageurs et les pilleurs d'épaves.

### Thèse du désespoir collectif des Amérindiens
La thèse du désespoir collectif des peuples autochtones d'Amérique a l'immense avantage de déresponsabiliser (sans innocenter) le colonialisme ouest-européen d'alors.
La supériorité technologique dans de nombreux domaines est évidente et pertinente : navigation, métallurgie (fer), armement.
L'idéologie raciale et raciste, au moins européo-centriste, au pire suprémaciste (avant le terme) est soutenue ou inspirée par la bénédiction de la papauté (catholicisme universel, doctrine de la découverte) : après un trouble Moyen Âge (européen) et la Reconquista, une renaissance surgit, avec, comme une nouvelle croisade, la double injonction, complémentaire et contradictoire, de coloniser de nouveaux territoires vides (vierges, paradisiaques, terra nullius, Nouveau Monde) et d'en évangéliser les populations. Le comportement de prédation, conquête, extermination, exploitation (servage, esclavage, déportation, relégation) de ces populations se réalise ad maiorem Dei gloriam (pour augmenter la gloire de Dieu). La destinée manifeste de la conquête de l'Ouest américain en Amérique du Nord est identique. Certains de ces termes ne sont pas d'époque, mais c'est bien cette opposition mortifère entre sauvages et civilisés que dénoncent divers auteurs, dont Bartolomé de las Casas (1485-1566) dans Brevísima relación de la destrucción de las Indias (1552) ou Michel de Montaigne (1533-1595) dans ses Essais (1580-1592), particulièrement dans Des cannibales (I, 31).

## Conflits coloniaux entre puissances européennes (1600-1900)

### Autres puissances européennes concernées
Les comptoirs et colonies sont le plus souvent le fait de compagnies commerciales maritimes, qui interviennent sur autorisation de leurs pays d'enregistrement, et cherchent à rentabiliser les investissements de leurs commanditaires. 
- Colonisation courlandaise des Amériques (1642-1689, Tobago)
- Colonisation hospitalière des Amériques (1651-1665, Saint-Christophe, Sainte-Croix, Saint-Barthélemy et Saint-Martin)
- Colonisation suédoise des Amériques (1813-1814, Guadeloupe), (1785-1878, Saint-Barthélemy)
- Indes occidentales danoises (1754-1917), actuelles Îles Vierges des États-Unis
- Empire colonial néerlandais, Compagnie néerlandaise des Indes occidentales, Caraïbes néerlandaises (1640-1805, 1815-1954), Antilles néerlandaises (1954-2010) , Pays-Bas caribéens (2010-présent) : Aruba, Bonaire, Curaçao, Saba, Saint-Eustache (Antilles), Saint-Martin (royaume des Pays-Bas)

### Colonisation française des Antilles (1538-)

#### Établissement de colonies françaises
Le premier essai non espagnol de colonisation des Antilles se produit à l'île Saint-Christophe, où des réfugiés jésuites français de la ville de Dieppe établissent une petite ville sur la côte du Nord de l'île, également appelée Dieppe, en 1538. Cependant, quelques mois après la fondation, la ville est pillée par les Espagnols et tous les habitants sont expulsés. Ensuite, la France n'essaie pas de coloniser la région pendant tout le XVIe siècle.
En 1625, l'aventurier normand Pierre Belain d'Esnambuc, lancé à la poursuite d’un galion espagnol, en arrive à prendre possession de Saint-Christophe, deux ans après les Anglais qui y ont établi une colonie. La possession de Saint-Christophe est contestée entre les Français et les Anglais pour plus d'un siècle.
En 1626, Belain d'Esnambuc revient en France, où il gagne le soutien de Richelieu pour coloniser les îles qui ne seraient pas occupées par les Chrétiens avec la Compagnie des îles de Saint-Christophe (renommée la Compagnie des îles d’Amérique en 1635) qu’il fonde en 1625. Entre 1625 et 1635, il occupe aussi la Martinique, la Guadeloupe et Marie-Galante. À la Martinique, il  fonde la ville de Saint-Pierre, qui devient la première habitation française permanente aux Antilles.
En 1629, Esnambuc installe une colonie à la Tortue, première étape de la colonisation de Saint-Domingue qui va devenir le « grenier à sucre » de l'Europe.
En 1648, à la fin de la guerre de Quatre-Vingts Ans, les Espagnols abandonnent l'île de Saint-Martin, qu'ils ont employée comme base pendant cette guerre. Les colons français et néerlandais débarquent rapidement sur l'île. Plutôt que de se battre pour l'île, ils acceptent de signer le traité de Concordia, qui  divise l'île entre les deux pays; une division qui existe toujours aujourd'hui.
En 1651, un groupe de colons français de la Martinique viennent à Sainte-Lucie, commandés par De Rousselan, qui tient l'île jusqu'à sa mort en 1654. En 1664, Thomas Warner, fils du gouverneur de Saint-Christophe réclame Sainte-Lucie pour l'Angleterre.
Les îles de Saint-Barthélemy et  Sainte-Croix sont prises par la France en 1648 et 1650, respectivement. Pendant le XVIIIe siècle, les deux sont vendues - Sainte-Croix au Danemark en 1733, et Saint-Barthélemy à la Suède en 1784. La France reprend la dernière île en 1878.
Dès 1625, les boucaniers français emploient l'île de la Tortue, près de la côte d'Hispaniola, comme base. Bien que les Espagnols ont détruit ses habitations boucaniers plusieurs fois, à chaque occasion ils y sont retournés. La première colonisation officielle sur la Tortue est établie en 1659, sous une commission de Louis XIV. En 1664, la nouvelle Compagnie française des Indes occidentales prend possession de la colonie, qu'elle appelle Saint-Domingue, et la France réclame la partie occidentale de l'île d'Hispaniola. Par le traité de Ryswick, en 1697, l'Espagne cède officiellement le contrôle de cette partie de l'île à la France.
Les îles de Dominique et Saint-Vincent sont visitées par des missionnaires et colons français dès 1635, mais à cause du conflit avec les Caraïbes en 1660, la France et l'Angleterre décident que la colonisation des deux îles est à abandonner. La Dominique est déclarée officiellement « neutre » pour le siècle à venir, mais ses ressources naturelles restent attrayantes et, au début du XVIIIe siècle, des expéditions britanniques et françaises de forestiers viennent récolter du bois de construction sur l'île. À Saint-Vincent, les Français établissent des plantations vers 1719.
La France se bat avec le Royaume-Uni pour plusieurs îles des Antilles. La possession de Sainte-Lucie change quatorze fois de mains jusqu'en 1814, quand l'île devient définitivement britannique.
En raison de la position géographique de la Dominique entre la Martinique et la Guadeloupe, la France est devenue peu à peu la puissance prédominante sur l'île, qui devient alors une colonie française. Mais, au terme du traité de Paris de 1763 qui met fin à sept années de guerre franco-britannique, l'île devient une possession britannique.
En 1778, lors de la révolution américaine, les Français envahissent l'île avec la coopération active de la population, qui est en grande partie française. Le traité de Paris de 1783, qui met fin à la guerre, rend l'île à la Grande-Bretagne. D'autres tentatives d'invasions françaises ont lieu en 1795 et 1805, mais se soldent par des échecs.
À Saint-Domingue, les Français affrontent un conflit avec les esclaves. (Voir Révolution haïtienne.) La révolte des Noirs débute en août 1791. Sous la conduite de leurs chefs — dont le plus important est Toussaint Louverture — les Noirs passent d’une révolte à une guerre de libération en s’alliant d’abord aux Espagnols de Santo Domingo, en guerre contre la nouvelle République française. De nombreux Blancs, royalistes, soutiennent les Britanniques ou les Espagnols. Les commissaires de la Convention, guidés à la fois par leur idéal et la nécessité de se trouver des alliés, proclament la liberté des esclaves en 1793.
Cependant, Napoléon Bonaparte souhaite le rétablissement de l'esclavage. En janvier 1802, profitant des négociations de paix avec les Britanniques, il expédie une armée de vingt mille hommes commandée par son beau-frère, le général Charles Leclerc. (Voir l'expédition de Saint-Domingue) Leclerc capture Toussaint dans un guet-apens, mais la nouvelle du rétablissement de l'esclavage en Guadeloupe par le général Antoine Richepance (1770-1802), après l'écrasement féroce de la résistance des défenseurs de la liberté, provoque le soulèvement général dans la partie orientale de Saint-Domingue dès octobre. Elle est fédérée en mai 1803 par l’un des généraux de Toussaint, Jean-Jacques Dessalines, et aboutit à la défaite des armées françaises le 18 novembre 1803 lors de la bataille de Vertières. L'indépendance haïtienne est proclamée le 1er janvier 1804.

### Colonisation britannique (1625-)

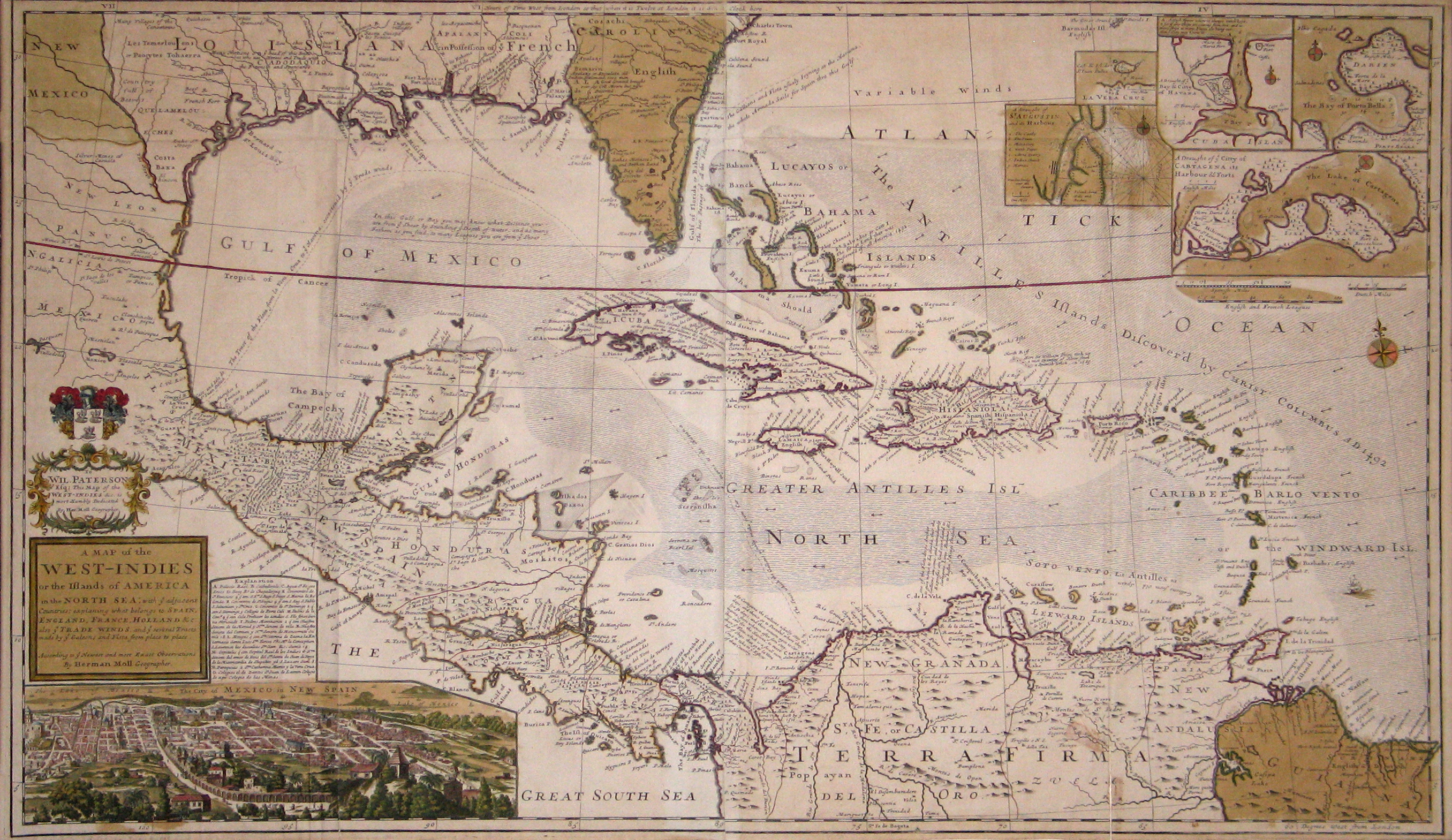
Herman Moll, Map of the West-Indies, c. 1715

Les colonies britanniques des Caraïbes les plus importantes au XIXe siècle sont la Jamaïque et la Barbade. 
Le Royaume-Uni profite des guerres napoléoniennes pour renforcer sa présence dans la région, en annexant plusieurs nouvelles colonies comme Trinité et Sainte-Lucie. 
Les possessions néerlandaises de Berbice, Démérara et Essequibo sont aussi conquises et intégrées à la Guyane britannique en 1831. 
Outre quelques iles généralement de petites dimensions, Londres possède aussi le Honduras britannique. 
L'économie en est tributaire du travail des esclaves et les planteurs continuent d'en importer afin de pallier les pertes et de soutenir le besoin grandissant de main d’œuvre. 
Beaucoup de propriétaires de plantation préfèrent vivre en Angleterre, et la présence de Blancs est donc proportionnellement assez faible. 
Par exemple, en Jamaïque, on compte un Blanc pour dix esclaves et, en Guyane britannique, un Blanc pour vingt esclaves.
Une insurrection de travailleurs noirs se déclenche en Jamaïque en 1865. 
Les autorités choisissent de répondre par la manière forte : l'état d'urgence est proclamé, plus de quatre cents personnes sont pendues ou fusillées, plus de six cents sont flagellées (cent coups de fouet pour les hommes et trente pour les femmes ; la corde est alors bardée de fil de fer) et un millier de maisons sont incendiées).
- Empire colonial anglais aux Antilles
- Anguilla, Bermudes, Îles Caïmans, Îles Turques-et-Caïques, Îles Vierges britanniques, Montserrat (Antilles)

### Colonisation espagnole (période 1600-1900)
La question de la main d’œuvre est également importante à Cuba. Des esclaves y sont importés encore longtemps en dépit de l'interdiction officielle. Environ un demi-million de personnes arrivent de cette façon après 1820. En outre, quelque 100 000 travailleurs originaires d'Asie y immigrent. 
Une importante immigration d'Européens se produit également ; au cours de la seconde moitié du XIXe siècle, des centaines de milliers d'entre eux, principalement originaires d'Espagne, arrivent à Cuba.
L'ile ne prend pas part à la rébellion des colonies contre la couronne espagnole dans les années 1820. 
S'il se trouvait des Cubains qui n'apprécient pas l'arbitraire du régime colonial espagnol, il n'y a toutefois pas vraiment de mouvement national : le conflit d’intérêts entre, d'une part, l'oligarchie sucrière et, d'autre part, les Cubains ordinaires est trop important. 
Dans les années 1870 (une brève république est proclamée en Espagne) : le gouvernement espagnol se montre compréhensif à l'égard du mouvement réformateur cubain qui aspire à une plus grande autonomie de Cuba. 
Pourtant, lorsque cette espérance est anéantie par les gouvernements conservateurs espagnols qui cessent de soutenir les réformes, une insurrection éclate, qui débouche sur la guerre des 10 ans. 
Les insurgés proclament la république mais ne peuvent contrôler que la partie orientale de Cuba, moins peuplée que l'autre partie et sans véritable valeur économique. 
Les grands propriétaires sucriers de la partie occidentale craignent que cette rébellion conduise à une révolution sociale et à l'abolition de l'esclavage. 
La paix revient après la conclusion d'un accord en 1878. 
Les années 1890 sont marquées par de nouvelles tensions qui conduisent à une nouvelle guerre et à la fin de la domination espagnole.

### Abolition de l'esclavage

Animation : présences européennes en Caraïbes

Le 31 juillet 1834, l'esclavage est aboli dans les colonies britanniques, où 80 % de la population vivant sur ces territoires étaient réduites en esclavage. 
Au moment de cette abolition, en 1835, les esclavagistes britanniques perçoivent une compensation notable pour la perte de leurs bras, alors que les hommes, femmes et enfants libérés, en revanche, ne reçoivent rien.
En 1848, lorsque la France abolit définitivement l'esclavage (celui-ci avait été aboli une première fois pendant la Révolution française mais ensuite rétabli par l'empire napoléonien), les esclaves représentent plus de 60 % de la population. 
Au Suriname, colonisé par les Pays-Bas, cette proportion atteint plus de 70 % lors de l'abolition en 1863.
Une grande partie des affranchis se consacrent à l'agriculture et aux petits métiers. 
Pour satisfaire leurs besoins de main d’œuvre, les colons importent des travailleurs sous contrats (engagisme) d'Afrique, de Chine et surtout d'Inde. 
Entre 1838 et 1917, plus d'un demi-million de travailleurs indiens rejoignent les colonies britanniques de la région des Caraïbes.
En 2023, une famille d'aristocrates britanniques, descendante de propriétaires d'esclaves sur l'ancienne possession britannique de l'île de Grenade, décide de présenter des excuses et verser des réparations au nom de ses ancêtres. Elle enjoint d'autres familles comme elle et même la famille royale britannique à suivre son exemple.

## XXesiècle
À partir de la fin du XIXe siècle, les États-Unis donnent un caractère impérialiste à la doctrine Monroe et entreprennent de resserrer leur influence militaire, économique et politique sur la région des Caraïbes, y compris au moyen d'interventions militaires. L'objectif est de transformer cette mer caraïbe en mare nostrum en raison de son importance stratégique. Porto Rico et les Îles Vierges américaines sont officiellement des territoires des États-Unis, mais sont parfois appelés « protectorats » des États-Unis. Ce sont des territoires autonomes soumis aux pleins pouvoirs du Congrès. 
Entre 1891 et 1912, ils réalisent nombre d'interventions militaires : 1891, Haïti ; 1895, Nicaragua ; 1898, Porto Rico et Cuba ; 1899, Nicaragua ; 1902, Venezuela ; 1903, République dominicaine et Colombie ; 1904, République dominicaine et Guatemala ; 1906-1903, Cuba ; 1907, République dominicaine ; 1909-1910, Nicaragua ;1910-1911 Honduras ; 1912, Cuba, Nicaragua et République dominicaine.
En pratiquant la « diplomatie du dollar », ils réalisent des interventions d'ordre financier aboutissant à l'établissement de contrôles américains sur les finances de plusieurs États (Honduras, Nicaragua, République dominicaine, Haïti). Ils acquièrent des territoires comme Porto Rico après la guerre contre l'Espagne en 1898, et les îles Vierges, achetées au Danemark en 1917. Certains États sont placés sous un statut proche du protectorat, comme Cuba, en vertu de l'amendement Platt et de l'obtention de la base navale de Guantánamo, et comme le Panama, en vertu de la Constitution panaméenne (rédigée avec la participation du consul américain) et le déploiement permanent de forces américaines dans la zone du canal.

#### Espace caraïbe
- Caraïbes, mer des Caraïbes, plaque caraïbe, golfe du Mexique
  - Antilles (Caraïbe insulaire), Grandes Antilles, Petites Antilles (Est de l'arc)
  - Climat tropical, cyclone tropical, alerte cyclonique
  - Prévision des cyclones tropicaux, National Hurricane Center (Miami, 1898, Tropical Prediction Center)
- Sites paléontologiques des Caraïbes (en) (Jamaïque seulement ?)
- Études caribéennes, revues d'études caribéennes (en), historiens des Caraïbes (en)
- Histoire générale des Caraïbes (Unesco, 1981-)
- Bibliothèque numérique des Caraïbes (en) (2006)
- Aire culturelle pan-caribéenne précolombienne
  - Amérindiens des Antilles, dont Kali'na/Kalinago/Karib, Arawaks (dont Ciboneys, Guanajatabey, Taïnos, Lucayens)
  - Liste de Taïnos (en)
  - Langues pré-arawakanes des Grandes Antilles (en), langues arawakiennes
  - "Archaïque ancien" (6500-4000 AEC)
  - "Casimiroïde", premier peuple caribéen hypothétique (4000-2000 AEC), sans doute originaire du bassin de l'Orénoque
  - Culture ortiroïde, premier peuple caribéen connu (2000 AEC), sans doute originaire du bassin de l'Orénoque
  - Culture saladoïde (de 500 AEC à 600/800)
  - Culture post-saladoïde ancien (700/800-1100/1200), cultures céramiques Ostionoïde, Troumassoïde
  - Culture post-saladoïde récent (1100/1200-1500), culture céramique Suazoïde
  - Culture de l’Hacienda Grande (en) (Porto-Rico, 250 AEC - 300)
  - Collection Nazario (en) (Biblioteca de Agüeybaná)
  - Navigation dans les Caraïbes précolombiennes (en)
  - Cacicazgo (en), cacique (chef), caciquats d'Hispaniola

##### 1500
- Voyages de Christophe Colomb (en) (1492-1504)
- Indes occidentales espagnoles (1492-1898), Nouvelle-Espagne (1535-1821), asiento
  - Audience royale de Saint-Domingue (en) (1511-1799 et 1812-1821), Musée des Maisons Royales (es)
  - Capitainerie générale de Saint-Domingue (1535–1795, 1809–1821, 1861–1865)
- Antilles allemandes : intérêt allemand pour les Caraïbes (en)
- Antilles britanniques (1783-1958), histoire des Antilles britanniques (en), abolition de la traite négrière (1807), abolition de l'esclavage au Royaume-Uni (1833-1838), Caraïbes du Commonwealth
  - Îles-sous-le-Vent britanniques, Gouverneurs des Îles-sous-le-Vent britanniques (1651-1958)
  - Îles-du-Vent britanniques, Gouverneurs des Îles-du-Vent britanniques (1833-1960)
- Antilles danoises (1754-1917)
- Antilles françaises (1628-1946)
  - Abolition progressive de l'esclavage en France et colonies (1789-1794), rétablissement de l'esclavage par Napoléon Bonaparte en 1802, décret d'abolition de l'esclavage du 27 avril 1848
  - Relation d'un voyage infortuné fait aux Indes occidentales (1618-1620)
  - Maurile de Saint-Michel (?-1669), Voyage des Isles Camercanes en l'Amérique qui font partie des Indes Occidentales (1652)
- Antilles néerlandaises (1954-2010), liste des îles des Antilles néerlandaises, Caraïbes néerlandaises, Compagnie néerlandaise des Indes occidentales (1621-1792)
  - Pays-Bas caribéens (BES, Bonaire, Saint-Eustache et Saba), îles néerlandaises d'Aruba, Bonaire et Curaçao (ABC), Saint-Martin néerlandais, Îles SSS (Saba, Saint-Eustache, Saint-Martin)
  - Traite négrière et esclavage dans l'Empire colonial néerlandais
- Antilles vénézuéliennes, partie des Îles Sous-le-Vent (Antilles) (avec les ABC d'Aruba, Bonaire et Curaçao)
- Îles mineures éloignées des États-Unis (Île de la Navasse)
- List of World Heritage Sites in the Caribbean (en)
- Langues des Caraïbes (en)
- Évolution territoriale des Caraïbes (en)
- Liste des pays des Caraïbes (en)
  - Liste des noms indigènes des îles des Caraïbes
  - Liste des pays des Caraïbes par population (en)
  - Liste des États souverains et territoires dépendants des Caraïbes (en)
- Afflux de maladies dans les Caraïbes (en), malaria aux Caraïbes (en)
- Colorisme dans les Caraïbes (en)
- Maladies et épidémies amérindiennes (en), Influx of disease in the Caribbean-fr=afflux de maladies dans les Caraïbes (en), malaria dans les Caraïbes (en)
- Traites négrières, commerce triangulaire, Esclavage dans les Caraïbes britanniques et françaises, assaisonnement (esclavage) (en)
- Piraterie dans les Caraïbes (1520-1720), âge d'or de la piraterie (1650-1730), piraterie des années 1800 dans la Caraïbe, pirates du Panama
- République des Corsaires (1706-1718), lettre de marque, guerre de course, boucanier, flibustier, Frères de la côte (Île de la Tortue), liste de corsaires
  - Actes de grâce (piraterie) (en), Actes de grâce (1717-1718) (en)
- Génocide kalinago de 1626 (en) (consécutif à un assassinat), Ouboutou Tegremante (en), chef kalinago (?-1626)
- Compagnies européennes fondées au XVIIe siècle
- Actes de navigation (1651), série de lois protectionnistes britanniques, de l'époque de Cromwell
- Habitation agricole coloniale
- Histoire afro-caribéenne (en), Garifunas
  - Code des esclaves de la Barbade  (1661), Code noir (1685)
  - Noms de famille donnés aux anciens esclaves des colonies françaises
  - Marronnage (esclavage), Marrons de Jamaïque, Quilombo (esclavage)
  - Gens de couleur libres, Noirs et Métis non esclaves, affranchissement
- Ferme du tabac (1674)
- Engagisme

##### 1700
- Plantations sucrières dans les Caraïbes (en), commerce colonial de mélasse (en), Sugar and Molasses Act (1733), Trapiche (moulin)
- Insurrection des esclaves de Saint John de 1733 (Antilles danoises)
- Capitainerie générale du Venezuela (1777-1823, Empire espagnol)
- Guerre navale franco-britannique (1778-1783, en partie aux Antilles)
- Quatrième guerre anglo-néerlandaise (1780-1784, en partie aux Caraïbes)
- Traité de Whitehall (1793)
- Abolitionnisme
- Loi d'amélioration de 1798 (en)

##### 1800
- Piraterie des années 1800 dans la Caraïbe
- Campagne des Caraïbes de 1803 à 1810 (en)
- Victor Schœlcher (1804-1893)
- Loi consolidée sur l'esclavage (en) (1826)
- Grande révolte des esclaves de 1831 (Jamaïque)
- Slavery Abolition Act 1833, abolition de l'esclavage au Royaume-Uni
- Îles-du-Vent britanniques (1833-1960), gouverneurs des Îles-du-Vent britanniques
- Émeutes Canboulay (1881-1884)

##### 1900
- Panafricanisme, Congrès panafricain (1919-), première conférence panafricaine (en) (1900)
- Commonwealth (1926-), Caraïbes du Commonwealth
- Mouvement rastafari (1930-)
- Légion des Caraïbes (1946-1950)
- Université des Indes occidentales (1948), Université des Caraïbes, Université des Antilles
- Fédération des Indes occidentales (1958-1962)
- Caribbean Journal of Science (1961-présent)
- Crise des missiles de Cuba (1962)
- Convention d'association des Antilles néerlandaises avec la Communauté économique européenne (1962)
- Association de libre-échange des Caraïbes (1965-1974, CARIFTA)
- Traité de Tlatelolco (1967)
- États associés des Indes occidentales (1967-1974/1978)
- Banque de développement des Caraïbes (1970, BDC)
- Communauté caribéenne (1973-présent, marché commun caraïbe, CC/CARICOM)
- Traité de Chaguaramas (1973), Communauté caribéenne
- Organisation des États de la Caraïbe orientale (1981, OECO/OECS)
- Loi sur la relance économique du bassin des Caraïbes de 1983 (en)
- Organisation caraïbe des peuples indigènes (1987)
- Marché commun du Sud (1991, Mercosur/Mercosul)
- Association des États de la Caraïbe (1994, AEC)

##### 2000
- Département français d'Amérique (DFA) : Guadeloupe, Guyane, Martinique, (ni Saint-Pierre-et-Miquelon ni Île Clipperton)
- PetroCaribe (2005), Cour caribéenne de justice (2005, CCJ), Zone de libre-échange des Amériques (2005, ZLEA)
- Dissolution de la fédération des Antilles néerlandaises (2010), relations entre les Pays-Bas caribéens et l'Union européenne
- Communauté d'États latino-américains et caraïbes (2010, CELAC)
- Centre d'étude des héritages de l'esclavage britannique (en) (2010)
- Géopolitique de la mer des Caraïbes

##### divers
- Liste de sujets liés aux Caraïbes (en)
- Liste des séismes aux Caraïbes (en)
- Histoire des Juifs en Amérique latine et aux Caraïbes, liste de Juifs caribéens (en)
- Économie des Caraïbes (en)
  - Industrie des agrumes dans les Caraïbes (en)
  - Liste d'entreprises caribéennes (en)
  - Tourisme aux Caraïbes, compagnie de croisière, impacts environnementaux du tourisme dans les Caraïbes (en), Caribbean Tourism Organization (en) (1989, CTO)
- Peuple des Caraïbes (en)
  - Liste des langues disparues d'Amérique centrale et des Caraïbes (en)
  - Histoire afro-antillaise (en), Afro-Caribéens, communauté afro-caribéenne du Royaume-Uni
  - Caraïbes asiatiques (en) (Indo-Caribéens (en), Sino-Caribéens (en)), Blancs en Caraïbes
  - Histoire des Juifs aux Caraïbes
- Culture des Caraïbes (en)
  - Art caribéen (en), trophées des arts afro-caribéens (2006)
  - Langues des Caraïbes (en), langues créoles, créole antillais
  - Littérature caribéenne (en), poésie caribéenne (en), littérature post-coloniale (en)
  - Antillanité, créolité, littérature antillaise, potomitan, culture antillaise (rubriques)
  - Littérature antillaise néerlandophone (nl)
  - Liste de genres musicaux aux Caraïbes (en), musique des Antilles françaises
  - Cuisine antillaise-caribéenne
  - Jeux de la Caraïbe
  - Liste des carnavals caribéens dans le monde (en)
- Mission civilisatrice, Destinée manifeste, Assimilation coloniale, Impérialisme culturel, Occidentalisation
- Études postcoloniales, études décoloniales, inversion en théorie postcoloniale (en), études culturelles, guerres de l'histoire, woke
- World literature, Créolisation (concept), études interculturelles (en) (cross-cultur)
- Néocolonialisme, mondialisation